# Adelophis foxi
Espèce
Statut de conservation UICN

 DD  : Données insuffisantes
Adelophis foxi est une espèce de serpents de la famille des Natricidae. 

## Répartition
Cette espèce est endémique de l'État de Durango au Mexique.

## Protection
Cette espèce est devenue vulnérable à la suite de la déforestation.

## Étymologie
Cette espèce est nommée en l'honneur de Wade Fox.

## Publication originale
- Rossman & Blaney, 1968 : A new Natricine snake of the genus Adelophis from western Mexico. Occasional papers of the Museum of Zoology, Louisiana State University, vol. 35, p. 1-12.